# Charles Seeger
Charles Seeger, nome alla nascita Charles Louis Seeger, Jr. (Città del Messico, 14 dicembre 1886 – Bridgewater, 7 febbraio 1979), è stato un musicologo, compositore, docente e folklorista statunitense.
Era il padre dei cantanti folk americani Pete Seeger (1919-2014), Peggy Seeger (1935) e Mike Seeger (1933-2009) e fratello del poeta della prima guerra mondiale Alan Seeger (1888-1916).

## Biografia
Seeger nacque a Città del Messico, in Messico, da genitori americani, Elsie Simmons (nata Adams) e Charles Louis Seeger. Si laureò alla Harvard University nel 1908, poi studiò a Colonia, in Germania e diresse l'Opera di Colonia. Dopo aver scoperto la sordità lasciò l'Europa per assumere un incarico come professore di musica all'Università della California - Berkeley, a Berkeley, dove insegnò dal 1912 al 1916 prima di essere licenziato per la sua pubblica opposizione all'ingresso degli USA nella prima guerra mondiale. Suo fratello Alan Seeger fu ucciso in azione il 4 luglio 1916, mentre prestava servizio come membro della Legione straniera francese. Charles Seeger assunse quindi un incarico presso la Juilliard prima di insegnare presso l'Institute of Musical Art di New York dal 1921 al 1933 e nella New School for Social Research dal 1931 al 1935.
Tra i molti interessi specifici di Seeger c'erano la scrittura musicale prescrittiva e descrittiva e la determinazione della definizione di cosa si intende per stile di canto.
Insieme al compositore Henry Cowell, all'etnomusicologo George Herzog, a Helen Heffron Roberts e a Dorothy Lawton della New York Public Library, Seeger è stato membro fondatore dell'American Society of Comparative Musicology nel 1933, l'organizzazione madre dell'American Library of Musicology (ALM). Seeger aveva concepito l'ALM, che durò poco, come editore di risorse relative alla musica, ma cessò di esistere nel 1936.
Nel 1936 soggiornò a Washington DC, lavorando come consulente tecnico per l'unità musicale della divisione Speciali abilità dell'amministrazione di reinsediamento (in seguito ribattezzata Farm Security Administration). Dal 1957 al 1961 insegnò all'Università della California, Los Angeles. Dal 1961 al 1971 fu professore di ricerca presso l'Istituto di etnomusicologia presso l'UCLA. Nel 1949-50 fu Professore in visita di Teoria musicale presso la School of Music alla Università Yale. Dal 1935 al 1953 ricoprì incarichi nell'amministrazione di reinsediamento del governo federale, nell'amministrazione di progetti di opere (WPA) e nella Pan American Union, anche come amministratore del Federal Music Project della WPA, per il quale lavorava anche sua moglie dal 1938 al 1940.

## Morte
Seeger morì il 7 febbraio 1979 a Bridgewater, nel Connecticut. Fu sepolto nel cimitero di Springfield, nel Massachusetts, insieme alla sua seconda moglie.

## Famiglia

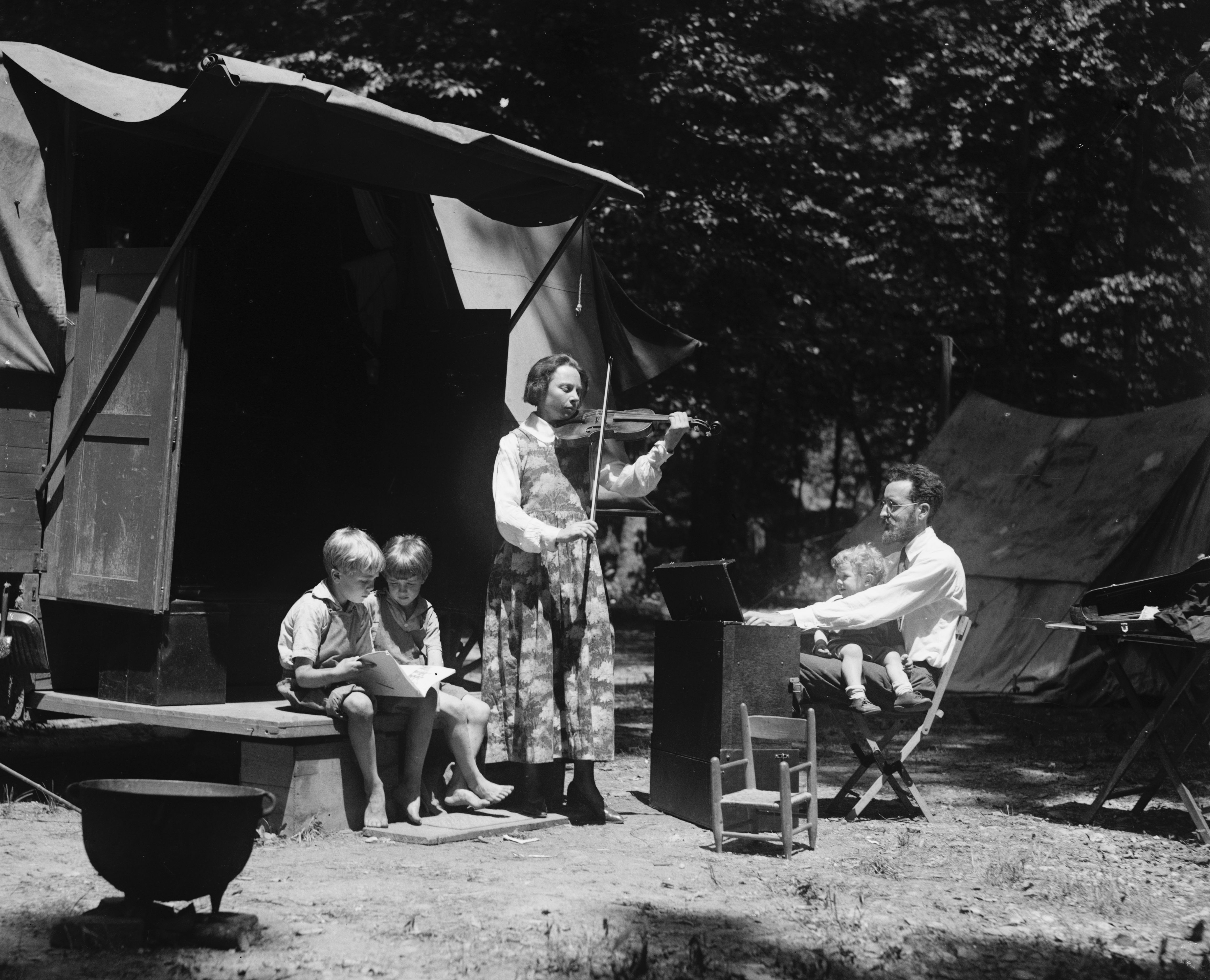
Charles Seeger, la sua prima moglie Constance e i loro tre figli in campeggio (23 maggio 1921).

La sua prima moglie era Constance de Clyver Edson, violinista e insegnante classica; divorziarono nel 1927. Ebbero tre figli, Carlo III (1912-2002), che era un astronomo, John (1914-2010), un educatore e Pete (1919-2014), un cantante folk.
La sua seconda moglie era la compositrice e musicista Ruth Seeger (nata Ruth Porter Crawford); da lei ebbe quattro figli Mike Seeger (1933-2009), Peggy Seeger (1935) e altre due figlie, Barbara e Penny Seeger. Suo nipote, Anthony Seeger (nato nel 1945) è un antropologo e professore di etnomusicologia all'Università della California di Los Angeles.

## Contributi
È noto, tra l'altro, per la sua formulazione del contrappunto dissonante. Secondo l'etnomusicologo Bruno Nettl, "Seeger ha svolto un ruolo unico e centrale nel legare la musicologia ad altre discipline e settori della cultura. Questo insieme dimostra che è veramente un 'uomo per tutte le stagioni', quella che viene percepita di più è la poliedricità dell'uomo".